# Кей, Ленни
Ленни Кей (англ. Lenny Kaye; 27 декабря 1946 года, Нью-Йорк, штат Нью-Йорк, США) — американский гитарист, композитор и писатель, наиболее известный как член панк-группы поэтессы Патти Смит.

## Ранняя жизнь
Кей родился в еврейской семье, проживающей в районе Вашингтон-Хайтс верхнего Манхэттена (в русле реки Гудзон). Когда Ленни исполнился год, его отец сменил фамилию Кусиков (англ. Kusikoff) на Кей. Детство мальчика проходило в Квинсе и Бруклине, первоначально он начал осваивать аккордеон, но к концу 1950-х годов отказался от этого увлечения в пользу коллекционирования грампластинок. В 1960 году его семья переехала в Северный Брансуик, штат Нью-Джерси, где Ленни закончил среднюю школу, а затем поступил в колледж, окончив Ратгерский университет в 1967 году по специальности «Американская история». Кей является большим поклонником научной фантастики и имеет опыт в написании книг этого жанра, опубликовав свой собственный фэнзин, Obelisk, в 15-летнем возрасте. Ещё во время учёбы в колледже на первом курсе Кей начал играть в различных любительских рок-группах. 7 ноября 1964 года состоялось его первое публичное выступление в составе группы The Vandals («Bringing down the house with your kind of music») на вечеринке членов студенческого братства Alpha Sigma Phi.

## Музыкальная карьера
Как музыкант, автор и музыкальный продюсер, Кей тесно сотрудничал с целым рядом артистов и различных групп. Он был гитаристом рок-поэтессы Патти Смит с момента основания её группы в 1974 году и соавтором книги Waylon, The Life Story of Waylon Jennings музыканта Уэйлона Дженнингса, а также работал в студии с такими исполнителями, как R.E.M., James, Сюзанна Вега, Джим Кэрролл, Soul Asylum, Кристин Херш и Аллен Гинзберг. Подготовленная им вместе с Жаком Хольцманом антология гаражного рока 1960-х, Nuggets, рассматривается как определяющая жанр. Помимо этого, в 2004 году Кей опубликовал книгу You Call It Madness: The Sensuous Song of the Croon, представляющую собой импрессионистическое исследование романтических певцов 1930-х годов.
Дядя Кея, сонграйтер Ларри Кусик (автор «A Time For Us» из фильма «Ромео и Джульетты»; «Speak Softly Love» из «Крестного отца»), заметил музыкальный интерес и энтузиазм племянника и попросил его спеть песню, которую он написал с Ричи Адамсом, бывшим музыкантом группы Fireflies («You Were Mine»). Композиция под названием «Crazy Like A Fox» (с би-сайдом «Shock Me») была записана в студии Associated Recording Studios на Таймс-Сквер. Материал, выпущенный под псевдонимом Link Cromwell, был опубликован лейблом Hollywood Records, подразделением Starday Records, расположенным в Нэшвилле, в марте 1966 года. Сингл получил звание «Новичок недели» (англ. Newcomer Pick of the Week) от журнала Cashbox («ритмичный блюзовый фолк-рок с пульсирующим ритмом») и был выпущен в Англии, а также в Австралии, но не смог высоко подняться чартах. Полученный опыт позволил ощутить Кею себя полноценным музыкантом и вдохновил его продолжать выступать и сочинять музыку. Его тогдашняя группа, The Zoo, выступала в колледжах от Нью-Йорка до Пенсильвании; этот ранний опыт был запечатлен на концертном альбом Live 1966, выпущенным Norton Records.

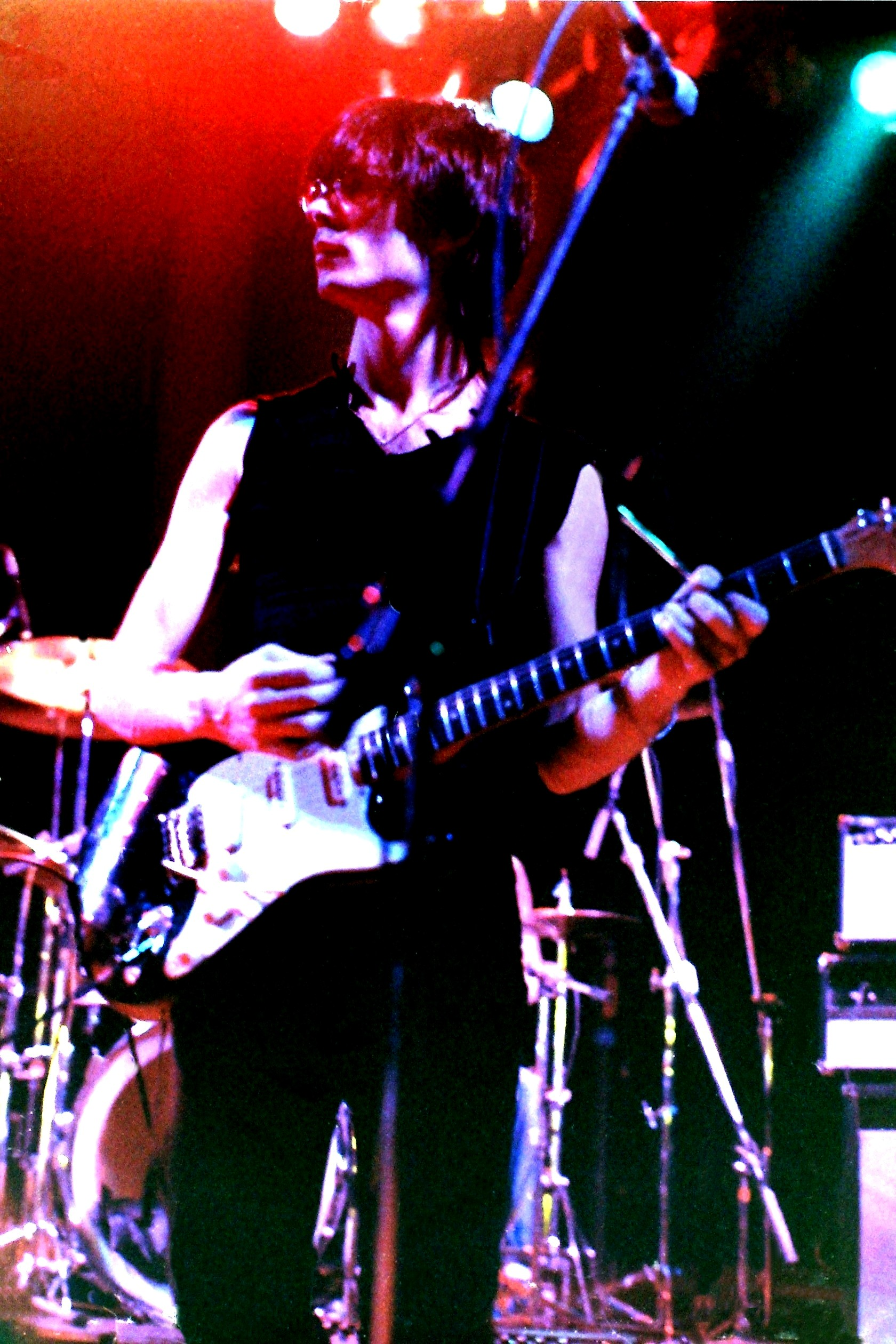
Ленни Кей выступает с группой Патти Смит, Германия, 1979 год

Вернувшись в Нью-Йорк, Кей начал писать рецензии для журнала Jazz & Pop (который в то время редактировала будущая жена Джима Моррисона Патриция Кеннили Моррисон), совмещая свою деятельность с такими зарождающимися рок-изданиями, как Fusion, Crawdaddy и Rolling Stone. Вскоре Кей стал музыкальным редактором мужского журнала Cavalier и до 1975 года вёл в нём ежемесячную колонку, а также нью-йоркским корреспондентом британского еженедельника Disc. Помимо этого, в качестве независимого автора, он писал для широкого круга периодических изданий, включая Melody Maker и Cream, а также редактировал такие издания, как Rock Scene и Hit Parader на протяжении 1970-х годов.
Во время работы в музыкальном издании Village Oldies на Бликер-стрит Кей познакомился с поэтессой Патти Смит. 10 февраля 1971 года он поддержал её на литературном чтении в церкви Святого Марка, посвящённом Джерарду Маланге. В ноябре 1973 года они возобновили сотрудничество, сформировав общими усилиями одну из главных рок-групп 1970-х гг. Впоследствии Кей спродюсировал дебютный сингл Патти («Hey Joe/Piss Factory») и выступал в составе её группы на протяжении всего десятилетия, что нашло отражение в их четырёх совместных альбомах: Horses (1975), Radio Ethiopia (1976), Easter (1978) и Wave (1979) выпущенных на лейбле Arista Records.
После финального выступления группы Патти Смит в сентябре 1979 года Кей присоединился к группе Джима Кэрролла, а также выступал в составе своей собственной — Lenny Kaye Connection. Помимо этого он спродюсировал первые два альбома Сюзанны Веги, включая её хит-сингл 1987 года «Luka», который был номинирован на премию «Грэмми» вкачестве «Записи года». Также, Кей был трижды номинирован на «Грэмми» в категории «Аннотации» (англ. liner notes) за бокс-сеты на тему фолк-ривайвла 1960-х (Bleecker and MacDougal), белого блюза (Crossroads) и прогрессивного рока (Elektrock), а в 1977 году в соавторстве с Дэвидом Далтоном написал всесторонний обзор ведущих рок-звезд с 1950-х по 1970-е годы под названием Rock 100.
В 1995 году музыкант воссоединился с Патти Смит в качестве гитариста её группы, записав ещё пять студийных альбомов, выпустив ретроспективу и отметив тридцатилетие с момента релиза их культового альбома Horses.
В 2010 году Кей внёс свой сольную вклад в альбом Daddy Rockin' Strong: A Tribute to Nolan Strong and the Diablos (The Wind/Norton Records), записав кавер-версию ритм-энд-блюзовой баллады «I Wanna Know» 1950-х годов. В 2011 году он принял участие в записи и сочинил одну песню для альбома группы The Fleshtones Brooklyn Sound Solution (Yep Roc). Кроме того, он отметился в композициях «Alligator Aviator Autopilot Antimatter» и «Blue» на последней пластинке альтернативной рок-группы R.E.M. Collapse into Now, в содержание которой также внесла свой вклад Патти Смит, той же песне «Blue» и ещё одном треке — «Discoverer».
В середине февраля 2018 года Кей сменил Ричарда Манитобу в ночном радио-шоу Little Steven's Underground Garage, который покинул проект в январе 2018 года.

## Дискография
Под псевдонимом Link Cromwell:
«Crazy Like a Fox» b/w «Shock Me» (Ork Records) 1977

### Lenny Kaye Connection
- I’ve Got a Right (1984)
- Daddy Rockin Strong: A Tribute to Nolan Strong & The Diablos (The Wind/Norton Records, 2010, TWR002 LP)

Композиция: «I Wanna Know»
- «Child Bride» b/w «The Tracks of My Tears» (Mer Records 1980 Z270-B)